# Parancs programtervezési minta
Az szoftverfejlesztésben a Parancs (Command) minta egy objektumorientált viselkedési minta, melynél egy adott fogadó (Receiver) objektumra történő, a paraméterekkel és minden egyéb függőséggel együtt megadott metódushívást (akció, Action) egy parancs (Command) objektumba zárunk (későbbi meghívás céljából). A parancs objektum tartalmaz egy egyszerű, általában paraméter nélküli publikus metódust (például execute), ennek hívásakor kerül végrehajtásra az akció. A parancs objektum így átadható egy hívó (Invoker) objektumnak, melynek csak az a feladata, hogy (akár szolgaian, akár valamilyen stratégia szerint) végrehajtsa. A parancsokat általában egy vagy több ügyfél (Client) objektum állítja össze és adogatja át a hívónak.
A parancs minta megkönnyíti a generikus komponensek létrehozását. Az ügyfélnek nem kell tudnia arról, hogy a hívó milyen stratégiával és kiegészítésekkel kezeli a végrehajtásokat. A hívónak pedig nem kell ismernie a parancsban lévő hívás részleteit.

## Felhasználása
A parancs objektumok az implementáláshoz hasznosak.

### GUI gombok és menü elemek
Swing és Borland Delphi programozási nyelvekben, az „Action” (művelet) egy parancs objektum. Amellett, hogy képes végrehajtani a kívánt parancsot, egy „Action” lehet egy társított ikon, egy billentyűzet gyorsbillentyű, tooltip, és így tovább. Egy eszköztár gomb, vagy egy menüpont összetevője létrejöhet kizárólag egy „Action” vezérlése végett.

### Makró felvétel
Ha minden felhasználói műveletet (Action) egy parancs objektum reprezentál, akkor a program képes rögzíteni egy összetett művelet lépéseit (Macro) azáltal, hogy egy listába gyűjti a végrehajtott parancs objektumokat. Később ezeket az eredeti sorrendben végighívva újrajátszhatja a műveletsort.
Ha a program "Script" motort is tartalmaz, minden parancs objektum implementálhat egy toScript() metódust, és a felhasználói műveletek akkor könnyebben rögzítve lehetnek "Script"-ként.

### Mobil kódolás
Olyan nyelveket használva, mint például Java, ahol a kód "Stream"-elhető egy bizonyos távoli helyről egy másikra "URLClassloader"-ek és "Codebase"-k segítségével, ott a parancsok lehetővé tesznek egy újfajta viselkedéseket, a távoli helyeken. (EJB Command, Master Worker)

### Többszintű visszavonás
A parancs objektum egy gyakori bővített változata, amikor a normál akció mellett egy visszavonó (undo) akciót is tárol, melynek meghívására az állapot visszaáll a normál akció meghívása előttire. Előfordulhat, hogy ez az undo akció késleltetett kiértékelésű, főleg ha csak a művelet végrehajtása után állapítható meg, hogy hogyan kell visszavonni (például random vagy a fogadó állapotától függő műveleteknél). Ha minden felhasználói művelet ilyen típusú parancs objektumként van implementálva, és ezeket (vagy legalább a legutóbbiakat) egy veremben tárolja a program, akkor sorra vissza is lehet őket vonni. Amikor a felhasználó a visszavonást kezdeményezi, lekérésre kerül a veremből a legutóbbi parancs objektum, amelyen rögtön végre kell hajtani az `undo` metódust. Ennek sikeres végrehajtása után a parancs kikerül a veremből (illetve opcionálisan átkerül egy redo verembe).

### Networking
Lehetőség van rengeteg parancs objektum küldésére a hálózaton keresztül, hogy végrehajtsuk azt egy másik számítógépen.

### Párhuzamos feldolgozás
Itt a parancsok egy-egy feladatként (task) vannak megírva egy megosztott erőforrás részére, és potenciálisan több szálon, párhuzamosan lesznek végrehajtva.

### Folyamatjelzők
Feltételezzük, hogy egy program parancsok soraiból épül fel melyek sorban hajtódnak végre. Parancs objektumonként van egy getEstimatedDuration() metódusunk, mellyel, a program könnyen megbecsüli annak teljes hosszát (időtartamát). Ez tükröződhet egy folyamatjelző által, mely észszerűen mutatja, hogy milyen közel van a program ahhoz, hogy végezzen az összes feladattal.

### Thread pools (Szálcsoportok)
Egy tipikus, általános célú szálcsoport osztálynak rendelkeznie kell egy publikus addTask() metódussal, amely hozzáad egy munkaeszközt egy belső feladat sorához (queue-hoz) várván a feladat befejezésére. Ez azt jelenti, hogy a szálcsoport meghívja a parancsokat a (queue-ból) sorból. A sor elemei parancs objektumok. Általában ezek az objektumok egy közös interfészt (common interface-t) implementálnak, mint például „java.lang.Runnable” amely lehetőséget nyújt a szálcsoportoknak, hogy végrehajtsák a parancsokat még akkor is, ha maga a szálcsoport osztály úgy van megírva, hogy nincs ismerete a konkrét feladatokról.

### Tranzakciós viselkedés
Hasonlóan a visszavonáshoz, egy adatbázis motor, vagy egy szoftver telepítő tartalmazhat egy listát a műveletekről, amely végre lettek, vagy végre lesznek hajtva. Amennyiben valamelyikük nem sikerül, az összes többi visszafordítható vagy eldobható (általában „rollback”-nek hívják). Például, ha van két adatbázis tábla, melyek hivatkoznak egymásra, amiket frissíteni kell, és a második frissítés nem sikerül, a tranzakció visszaállítható, így az első tábla nem tartalmaz majd hibás hivatkozásokat.

### Wizards (Varázslók)
Gyakran egy varázsló több oldalnyi konfigurációs lapot mutat be egyetlen művelet érdekében, mely csak akkor következik be, ha a felhasználó rákattint a „Kész” gombra az utolsó oldalon. Ezekben az esetekben a természetes út a felhasználói interfész kódjának és az alkalmazás kódjának szétválasztása érdekében, hogy implementáljuk a varázslót parancs objektum használatával. A parancs objektum akkor jön létre, amikor a varázsló először megjelenik. A varázsló minden oldalában tárolja a GUI változásokat a parancs objektumban, tehát az objektum annyira előrehaladott (belakott), amennyire a felhasználó halad. A „Kész” gomb egyszerűen elindít egy „execute()” hívást. Ezen a ponton kezdődik a parancs osztály munkája, a parancsok sorozatának végrehajtása.

## Terminológia
A terminológiát arra használjuk, hogy leírjunk, a parancs tervezési minta implementációk nem következetesek és ennél fogva zavaró lehet. Ez a kétértelműség eredménye, a szinonimák és implementációk elfedhetik az eredeti mintát.
1. Kétértelműség
- A „command” (parancs) kifejezés kétértelmű. Például a „move up” parancs. A „move up” utalhat egy egyszeri „single” parancsra, amelyet kétszer is végrehajthatunk, vagy utalhat két parancsra, melyek mindegyike ugyan azt tudja. Ha a korábbi parancs kétszer van hozzáadva a „vissza verembe”, akkor mindkét elem a veremben ugyan arra a parancs példányra utal/mutat. Ez megfelelő lehet abban az esetben, ha a parancsot vissza lehet vonni mindig ugyan abba az irányba. Mind a „Gang of Four” és a „Java” példa lejjebb használ interpretációt a parancs kifejezésben. Másfelől, ha az utóbbi parancsok hozzá vannak adva a „vissza verembe”, akkor a verem két különálló objektumra mutat. Ez megfelelő lehet abban az esetben, ha a veremben, példányonként tartalmazzák azon információkat, melyek engedélyezik a parancs visszavonását.
- A(z) „Execute” (végrehajt) kifejezés is kétértelmű. Ez arra utal, hogy futtasd a kódot a parancs objektumok végrehajtási metódusai által. Habár a Windows Presentation Foundationben (WPF), egy parancs végrehajtottnak tekinthető, ha a parancsok végrehajtói metódusára hivatkozva van, de ez nem feltétlenül azt jelenti, hogy az alkalmazás kódja fut.

2. Szinonimák és homonimák
- Kliens, forrás, felhasználó: a gomb, eszköztár gomb, vagy a menü elemek kattintása, a gyorsbillentyű gombok lenyomása a felhasználó által.
- Parancs objektum, Irányított parancs objektum, Művelet objektum: Egy „singleton” objektum, mely birtokában van a gyorsbillentyű gomboknak, a képi gomboknak, a parancs szövegeknek, stb. kapcsolódnak a parancshoz. A parancs/művelet objektumok értesítik a megfelelő forrás/felhasználó objektumokat, amikor parancs/művelet objektumok elérhetősége megváltozik. Ez engedélyezi a gomboknak és a menü elemeknek, hogy inaktívvá váljanak (beszürküljenek) amikor egy parancs/művelet nem hajtható végre.
- Vevő (fogadó), Cél objektum: az objektum amely a másolásért, beillesztésért, áthelyezésért felel. A vevő objektum birtokolja a metódust, amit parancsok végrehajtói metódusnak (command’s execute method) is neveznek. A vevő tipikusan a cél objektum is egyben. Például, ha egy vevő objektum egy kurzor és a metódus egy „moveUp” nevű metódus, akkor elvárható, hogy a kurzor a moveUp művelet célját képezi. Másfelől, ha a kód a parancs objektum által van definiálva, akkor a cél objektum teljesen más objektum lesz.
- Parancs objektum, irányított esemény argumentumok, esemény objektumok: az objektum , amely el van választva a forrásból a parancs/műveleti objektumok, a cél objektumok, és a kód felé, amelyek végzik a munkát. Minden gomb kattintás, vagy gyorsbillentyű gomb eredménye egy új parancs/esemény objektum. Néhány implementáció több információt nyújt a parancs/esemény objektumnak. Egyéb implementációk parancs/esemény objektumokat tesznek egyéb esemény objektumba (Mint egy doboz, amiben egy még nagyobb doboz van)
- Kezelő (Handler), ExecutedRoutedEventHandler, metódus, funkció (function): az aktuális kód amely már elvégzi a másolást, beillesztést, mozgatást, stb. Néhány implementációban a kezelő kód része a parancs/műveleti objektumnak. Más implementációkban a kód része a vevő/cél objektumoknak, és még további más implementációkban a kezelő kód külön van választva más egyéb objektumoktól.
- Parancs menedzser, vissza menedzser, időzítő, sor (queue), diszpécser, felhasználó (invoker): egy objektum mely a parancs/esemény objektumot beleteszi egy „vissza verembe” (undo stack), vagy egy „helyrehoz verembe” (redo stack), vagy addig tartja a parancs/esemény objektumot, amíg egyéb objektumok késszé akarják tenni őket, vagy irányítják a parancs/esemény objektumot a megfelelő vevő/cél objektum felé vagy kezelő kódhoz.

3. Implementációk, melyek már túlmutatnak az eredeti parancs tervezési mintán
- A Windows Presentation Foundation (WPF) bemutatta az irányított parancsokat, melyek kombinálják a parancs tervezési mintát az esemény feldolgozással. Ennek eredményeképpen a parancs objektum többé már nem tartalmaz hivatkozást a cél objektum felé, és az applikáció kódja felé sem. Ehelyett felhasználja a parancs objektumok meghívási parancsainak eredményeit egy úgynevezett „Executed Routed Event” – Végrehajtott irányított eseményt, amely a „Tunneling” vagy „Bubbling” események alatt fordulhat elő egy úgynevezett „Binding” objektumban, amely azonosítja a célt és az applikáció kódot, amely már el van végezve ezen a ponton.

## Példák
Tekintsünk egy egyszerű kapcsolót, legyen a neve „Switch”. Ebben a példában konfigurálunk egy "Switch"-et két paranccsal: ez a kettő nem más mint, „kapcsoljuk LE” a lámpát, és „kapcsoljuk FEL” a lámpát.
Az előnye ennek a különös parancs tervezési minta implementációnak az az, hogy a "Switch" használható bármilyen eszköz által, nem csak a lámpa által. A "switch" a következő példában le és felkapcsolhatja a lámpát, de a "Switch"-ek konstruktora képes elfogadni bármilyen más "Subclass" parancsát aminek két paramétere van. Például úgy is be tudjuk állítani a "Swith"-et, hogy az ki vagy be kapcsoljon egy motort.

### C#
A következő kód a „Parancs tervezési minta” egy implementációja C#-ban.
```
using
 
System
;

using
 
System.Collections.Generic
;

 

namespace
 
CommandPattern

{

    
public
 
interface
 
ICommand

    
{

        
void
 
Execute
();

    
}

 

    
/* The Invoker class */

    
public
 
class
 
Switch

    
{

        
ICommand
 
_closedCommand
;

        
ICommand
 
_openedCommand
;

 

        
public
 
Switch
(
ICommand
 
closedCommand
,
 
ICommand
 
openedCommand
)

        
{

            
_closedCommand
 
=
 
closedCommand
;

            
_openedCommand
 
=
 
openedCommand
;

 

        
}

 

        
//close the circuit/power on

        
public
 
void
 
Close
()

        
{

            
_closedCommand
.
Execute
();

        
}

 

        
//open the circuit/power off

        
public
 
void
 
Open
()

        
{

            
_openedCommand
.
Execute
();

        
}

    
}

 

    
/* An interface that defines actions that the receiver can perform */

    
public
 
interface
 
ISwitchable

    
{

        
void
 
PowerOn
();

        
void
 
PowerOff
();

    
}

 

    
/* The Receiver class */

    
public
 
class
 
Light
 
:
 
ISwitchable

    
{

        
public
 
void
 
PowerOn
()

        
{

            
Console
.
WriteLine
(
"The light is on"
);

        
}

 

        
public
 
void
 
PowerOff
()

        
{

            
Console
.
WriteLine
(
"The light is off"
);

        
}

    
}

 

    
/* The Command for turning on the device - ConcreteCommand #1 */

    
public
 
class
 
CloseSwitchCommand
:
 
ICommand

    
{

        
private
 
ISwitchable
 
_switchable
;

 

        
public
 
CloseSwitchCommand
(
ISwitchable
 
switchable
)

        
{

            
_switchable
 
=
 
switchable
;

        
}

 

        
public
 
void
 
Execute
()

        
{

            
_switchable
.
PowerOn
();

        
}

    
}

 

    
/* The Command for turning off the device - ConcreteCommand #2 */

    
public
 
class
 
OpenSwitchCommand
 
:
 
ICommand

    
{

        
private
 
ISwitchable
 
_switchable
;

 

        
public
 
OpenSwitchCommand
(
ISwitchable
 
switchable
)

        
{

            
_switchable
 
=
 
switchable
;

        
}

 

        
public
 
void
 
Execute
()

        
{

            
_switchable
.
PowerOff
();

        
}

    
}

 

    
/* The test class or client */

    
internal
 
class
 
Program

    
{

        
public
 
static
 
void
 
Main
(
string
[]
 
args
)

        
{

            
string
 
arg
 
=
 
args
.
Length
 
>
 
0
 
?
 
args
[
0
].
ToUpper
()
 
:
 
null
;

 

            
ISwitchable
 
lamp
 
=
 
new
 
Light
();

 

            
//Pass reference to the lamp instance to each command

            
ICommand
 
switchClose
 
=
 
new
 
CloseSwitchCommand
(
lamp
);

            
ICommand
 
switchOpen
 
=
 
new
 
OpenSwitchCommand
(
lamp
);

 

 

            
//Pass reference to instances of the Command objects to the switch

            
Switch
 
@switch
 
=
 
new
 
Switch
(
switchClose
,
 
switchOpen
);

 

 

            
if
 
(
arg
 
==
 
"ON"
)

            
{

                
//Switch (the Invoker) will invoke Execute() (the Command) on the command object - _closedCommand.Execute();

                
@switch
.
Close
();

            
}

            
else
 
if
 
(
arg
 
==
 
"OFF"
)

            
{

                
//Switch (the Invoker) will invoke the Execute() (the Command) on the command object - _openedCommand.Execute();

                
@switch
.
Open
();

            
}

            
else

            
{

                
Console
.
WriteLine
(
"Argument \"ON\" or \"OFF\" is required."
);

            
}

        
}

    
}

}

```

Egy egyszerűbb példa:
```
/*IVSR: Command Pattern*/

using
 
System
;

using
 
System.Collections
;

using
 
System.Linq
;

 

namespace
 
IVSR.Designpatterns.CommandPattern_demo

{

    
#region ICommand Interface

    
interface
 
ICommand

    
{

        
string
 
Name
 
{
 
get
;
 
set
;
 
}

        
string
 
Description
 
{
 
get
;
 
set
;
 
}

        
void
 
Run
();

    
}

    
#endregion

 

    
#region Command Invoker

    
class
 
CInvoker

    
{

        
// Array to hold list of commands

        
private
 
ArrayList
 
listOfCommands
 
=
 
new
 
ArrayList
();

 

        
//Default constructor to load commands

        
public
 
CInvoker
()

        
{

            
LoadCommands
();

        
}

 

        
//Loads the commands to arrylist

        
private
 
void
 
LoadCommands
()

        
{

            
listOfCommands
.
Add
(
new
 
cmdOpen
());

            
listOfCommands
.
Add
(
new
 
cmdClose
());

            
listOfCommands
.
Add
(
new
 
cmdCreate
());

            
listOfCommands
.
Add
(
new
 
cmdUpdate
());

            
listOfCommands
.
Add
(
new
 
cmdRetrieve
());

        
}

 

        
//Find command using foreach

        
public
 
ICommand
 
GetCommand
(
string
 
name
)

        
{

            
foreach
 
(
var
 
item
 
in
 
listOfCommands
)

            
{

                
ICommand
 
objCmd
 
=
 
(
ICommand
)
item
;

                
if
 
(
objCmd
.
Name
 
==
 
name
)

                
{

                    
return
 
objCmd
;
 
//return the command found

                
}

            
}

            
return
 
null
;
 
//return if no commands are found

        
}

    
}

    
#endregion

 

    
#region Commands

 

    
class
 
cmdOpen
 
:
 
ICommand
 
//command 1

    
{

        
private
 
string
 
_name
 
=
 
"open"
,
 
_description
 
=
 
"opens a file"
;

        
public
 
string
 
Name
 
{
 
get
 
{
 
return
 
_name
;
 
}
 
set
 
{
 
_name
 
=
 
value
;
 
}
 
}

 

        
public
 
string
 
Description
 
{
 
get
 
{
 
return
 
_description
;
 
}
 
set
 
{
 
_description
 
=
 
value
;
 
}
 
}

 

        
public
 
void
 
Run
()
 
{
 
Console
.
WriteLine
(
"running open command"
);
 
}

    
}

 

    
class
 
cmdClose
 
:
 
ICommand
 
//command 2

    
{

        
private
 
string
 
_name
 
=
 
"close"
,
 
_description
 
=
 
"closes a file"
;

        
public
 
string
 
Name
 
{
 
get
 
{
 
return
 
_name
;
 
}
 
set
 
{
 
_name
 
=
 
value
;
 
}
 
}

        
public
 
string
 
Description
 
{
 
get
 
{
 
return
 
_description
;
 
}
 
set
 
{
 
_description
 
=
 
value
;
 
}
 
}

        
public
 
void
 
Run
()
 
{
 
Console
.
WriteLine
(
"running close command"
);
 
}

    
}

 

    
class
 
cmdCreate
 
:
 
ICommand
 
//command 3

    
{

        
private
 
string
 
_name
 
=
 
"create"
,
 
_description
 
=
 
"creates a file"
;

        
public
 
string
 
Name
 
{
 
get
 
{
 
return
 
_name
;
 
}
 
set
 
{
 
_name
 
=
 
value
;
 
}
 
}

        
public
 
string
 
Description
 
{
 
get
 
{
 
return
 
_description
;
 
}
 
set
 
{
 
_description
 
=
 
value
;
 
}
 
}

        
public
 
void
 
Run
()
 
{
 
Console
.
WriteLine
(
"running create command"
);
 
}

    
}

 

    
class
 
cmdUpdate
 
:
 
ICommand
 
//Command 4

    
{

        
private
 
string
 
_name
 
=
 
"update"
,
 
_description
 
=
 
"updates a file"
;

        
public
 
string
 
Name
 
{
 
get
 
{
 
return
 
_name
;
 
}
 
set
 
{
 
_name
 
=
 
value
;
 
}
 
}

        
public
 
string
 
Description
 
{
 
get
 
{
 
return
 
_description
;
 
}
 
set
 
{
 
_description
 
=
 
value
;
 
}
 
}

        
public
 
void
 
Run
()
 
{
 
Console
.
WriteLine
(
"running update command"
);
 
}

    
}

 

    
class
 
cmdRetrieve
 
:
 
ICommand
 
//command 5

    
{

        
private
 
string
 
_name
 
=
 
"retrieve"
,
 
_description
 
=
 
"retrieves a file"
;

        
public
 
string
 
Name
 
{
 
get
 
{
 
return
 
_name
;
 
}
 
set
 
{
 
_name
 
=
 
value
;
 
}
 
}

        
public
 
string
 
Description
 
{
 
get
 
{
 
return
 
_description
;
 
}
 
set
 
{
 
_description
 
=
 
value
;
 
}
 
}

        
public
 
void
 
Run
()
 
{
 
Console
.
WriteLine
(
"running Retrieve command"
);
 
}

    
}

    
#endregion

 

    
#region MAIN

    
class
 
Program

    
{

        
static
 
void
 
Main
(
string
[]
 
args
)

        
{

            
//Command pattern example

            
CInvoker
 
cmdInvoker
 
=
 
new
 
CInvoker
();

            
ICommand
 
cmd1
 
=
 
cmdInvoker
.
GetCommand
(
"open"
);

            
cmd1
.
Run
();

            
cmdInvoker
.
GetCommand
(
"update"
).
Run
();

            
//or

            
new
 
CInvoker
().
GetCommand
(
"close"
).
Run
();

        
}

    
}

    
#endregion

}

```

### JAVA
```
import
 
java.util.List
;

import
 
java.util.ArrayList
;

 

/* The Command interface */

public
 
interface
 
Command
 
{

   
void
 
execute
();

}

 

/* The Invoker class */

public
 
class
 
Switch
 
{

   
private
 
List
<
Command
>
 
history
 
=
 
new
 
ArrayList
<
Command
>
();

 

   
public
 
void
 
storeAndExecute
(
Command
 
cmd
)
 
{

      
this
.
history
.
add
(
cmd
);
 
// optional

      
cmd
.
execute
();

   
}

}

 

/* The Receiver class */

public
 
class
 
Light
 
{

 

   
public
 
void
 
turnOn
()
 
{

      
System
.
out
.
println
(
"The light is on"
);

   
}

 

   
public
 
void
 
turnOff
()
 
{

      
System
.
out
.
println
(
"The light is off"
);

   
}

}

 

/* The Command for turning on the light - ConcreteCommand #1 */

public
 
class
 
FlipUpCommand
 
implements
 
Command
 
{

   
private
 
Light
 
theLight
;

 

   
public
 
FlipUpCommand
(
Light
 
light
)
 
{

      
this
.
theLight
 
=
 
light
;

   
}

 

   
public
 
void
 
execute
(){

      
theLight
.
turnOn
();

   
}

}

 

/* The Command for turning off the light - ConcreteCommand #2 */

public
 
class
 
FlipDownCommand
 
implements
 
Command
 
{

   
private
 
Light
 
theLight
;

 

   
public
 
FlipDownCommand
(
Light
 
light
)
 
{

      
this
.
theLight
 
=
 
light
;

   
}

 

   
public
 
void
 
execute
()
 
{

      
theLight
.
turnOff
();

   
}

}

 

/* The test class or client */

public
 
class
 
PressSwitch
 
{

   
public
 
static
 
void
 
main
(
String
[]
 
args
){

      
Light
 
lamp
 
=
 
new
 
Light
();

      
Command
 
switchUp
 
=
 
new
 
FlipUpCommand
(
lamp
);

      
Command
 
switchDown
 
=
 
new
 
FlipDownCommand
(
lamp
);

 

      
Switch
 
mySwitch
 
=
 
new
 
Switch
();

 

      
switch
(
args
[
0
]
)
 
{

         
case
 
"ON"
:

            
mySwitch
.
storeAndExecute
(
switchUp
);

         
break
;

         
case
 
"OFF"
:

            
mySwitch
.
storeAndExecute
(
switchDown
);

         
break
;

         
default
:

            
System
.
out
.
println
(
"Argument \"ON\" or \"OFF\" is required."
);

       
}

   
}

}

```

### Python
```
class
 
Switch
(
object
):

    
"""The INVOKER class"""

    
@classmethod

    
def
 
execute
(
cls
,
 
command
):

        
command
.
execute
()

 

class
 
Command
(
object
):

    
"""The COMMAND interface"""

    
def
 
__init__
(
self
,
 
obj
):

        
self
.
_obj
 
=
 
obj

 
    
def
 
execute
(
self
):

        
raise
 
NotImplemented

 

class
 
TurnOnCommand
(
Command
):

    
"""The COMMAND for turning on the light"""

    
def
 
execute
(
self
):

        
self
.
_obj
.
turn_on
()

 

class
 
TurnOffCommand
(
Command
):

    
"""The COMMAND for turning off the light"""

    
def
 
execute
(
self
):

        
self
.
_obj
.
turn_off
()

 

class
 
Light
(
object
):

    
"""The RECEIVER class"""

    
def
 
turn_on
(
self
):

        
print
(
"The light is on"
)

 
    
def
 
turn_off
(
self
):

        
print
(
"The light is off"
)

 

class
 
LightSwitchClient
(
object
):

    
"""The CLIENT class"""

    
def
 
__init__
(
self
):

        
self
.
_lamp
 
=
 
Light
()

        
self
.
_switch
 
=
 
Switch
()

 
    
def
 
switch
(
self
,
 
cmd
):

        
cmd
 
=
 
cmd
.
strip
()
.
upper
()

        
if
 
cmd
 
==
 
"ON"
:

            
Switch
.
execute
(
TurnOnCommand
(
self
.
_lamp
))

        
elif
 
cmd
 
==
 
"OFF"
:

            
Switch
.
execute
(
TurnOffCommand
(
self
.
_lamp
))

        
else
:

            
print
(
"Argument 'ON' or 'OFF' is required."
)

 

# Execute if this file is run as a script and not imported as a module

if
 
__name__
 
==
 
"__main__"
:

    
light_switch
 
=
 
LightSwitchClient
()

    
print
(
"Switch ON test."
)

    
light_switch
.
switch
(
"ON"
)

    
print
(
"Switch OFF test."
)

    
light_switch
.
switch
(
"OFF"
)

    
print
(
"Invalid Command test."
)

    
light_switch
.
switch
(
"****"
)

```

### Scala
```
/* The Command interface */

trait
 
Command
 
{

   
def
 
execute
()

}

 

/* The Invoker class */

class
 
Switch
 
{

   
private
 
var
 
history
:
 
List
[
Command
]
 
=
 
Nil

 

   
def
 
storeAndExecute
(
cmd
:
 
Command
)
 
{

      
cmd
.
execute
()

      
this
.
history
 
:+=
 
cmd

   
}

}

 

/* The Receiver class */

class
 
Light
 
{

   
def
 
turnOn
()
 
=
 
println
(
"The light is on"
)

   
def
 
turnOff
()
 
=
 
println
(
"The light is off"
)

}

 

/* The Command for turning on the light - ConcreteCommand #1 */

class
 
FlipUpCommand
(
theLight
:
 
Light
)
 
extends
 
Command
 
{

   
def
 
execute
()
 
=
 
theLight
.
turnOn
()

}

 

/* The Command for turning off the light - ConcreteCommand #2 */

class
 
FlipDownCommand
(
theLight
:
 
Light
)
 
extends
 
Command
 
{

   
def
 
execute
()
 
=
 
theLight
.
turnOff
()

}

 

/* The test class or client */

object
 
PressSwitch
 
{

   
def
 
main
(
args
:
 
Array
[
String
])
 
{

      
val
 
lamp
 
=
 
new
 
Light
()

      
val
 
switchUp
 
=
 
new
 
FlipUpCommand
(
lamp
)

      
val
 
switchDown
 
=
 
new
 
FlipDownCommand
(
lamp
)

 

      
val
 
s
 
=
 
new
 
Switch
()

 

      
try
 
{

         
args
(
0
).
toUpperCase
 
match
 
{

            
case
 
"ON"
 
=>
 
s
.
storeAndExecute
(
switchUp
)

            
case
 
"OFF"
 
=>
 
s
.
storeAndExecute
(
switchDown
)

            
case
 
_
 
=>
 
println
(
"Argument \"ON\" or \"OFF\" is required."
)

         
}

      
}
 
catch
 
{

         
case
 
e
:
 
Exception
 
=>
 
println
(
"Arguments required."
)

      
}

   
}

}

```

### JavaScript
```
/* The Invoker function */

var
 
Switch
 
=
 
function
(){

    
var
 
_commands
 
=
 
[];

    
this
.
storeAndExecute
 
=
 
function
(
command
){

        
_commands
.
push
(
command
);

        
command
.
execute
();

    
}

}

 

/* The Receiver function */

var
 
Light
 
=
 
function
(){

    
this
.
turnOn
 
=
 
function
(){
 
console
.
log
 
(
'turn on'
)
 
};

    
this
.
turnOff
 
=
 
function
(){
 
console
.
log
 
(
'turn off'
)
 
};

}

 

/* The Command for turning on the light - ConcreteCommand #1 */

var
 
FlipUpCommand
 
=
 
function
(
light
){

    
this
.
execute
 
=
 
function
()
 
{
 
light
.
turnOn
()
 
};

}

 

/* The Command for turning off the light - ConcreteCommand #2 */

var
 
FlipDownCommand
 
=
 
function
(
light
){

    
this
.
execute
 
=
 
function
()
 
{
 
light
.
turnOff
()
 
};

}

 

var
 
light
 
=
 
new
 
Light
();

var
 
switchUp
 
=
 
new
 
FlipUpCommand
(
light
);

var
 
switchDown
 
=
 
new
 
FlipDownCommand
(
light
);

var
 
s
 
=
 
new
 
Switch
();

 

s
.
storeAndExecute
(
switchUp
);

s
.
storeAndExecute
(
switchDown
);

Coffescript
:

#
 
The
 
Invoker
 
function

class
 
Switch

   
_commands
 
=
 
[]

   
storeAndExecute
:
 
(
command
)
 
->

     
_commands
.
push
(
command
)

     
command
.
execute
()

 

#
  
The
 
Receiver
 
function

class
 
Light

  
turnOn
:
 
->

    
console
.
log
 
(
'turn on'
)

  
turnOff
:
 
->

    
console
.
log
 
(
'turn off'
)

 

#
 
The
 
Command
 
for
 
turning
 
on
 
the
 
light
 
-
 
ConcreteCommand
 
#
1

class
 
FlipUpCommand

 
constructor
:
 
(
@
light
)
 
->

 

 
execute
:
 
->

   
@
light
.
turnOn
()

 

#
 
The
 
Command
 
for
 
turning
 
off
 
the
 
light
 
-
 
ConcreteCommand
 
#
2

class
 
FlipDownCommand

 
constructor
:
 
(
@
light
)
 
->

 

 
execute
:
 
->

   
@
light
.
turnOff
()

 

light
 
=
 
new
 
Light
()

switchUp
 
=
 
new
 
FlipUpCommand
(
light
)

switchDown
 
=
 
new
 
FlipDownCommand
(
light
)

s
 
=
 
new
 
Switch
()

 

s
.
storeAndExecute
(
switchUp
)

s
.
storeAndExecute
(
switchDown
)

```

## Fordítás
Ez a szócikk részben vagy egészben  a   Command Pattern című angol Wikipédia-szócikk ezen változatának fordításán alapul.  Az eredeti cikk szerkesztőit annak laptörténete sorolja fel. Ez a jelzés csupán a megfogalmazás eredetét és a szerzői jogokat jelzi, nem szolgál a cikkben szereplő információk forrásmegjelöléseként.